# Cayo Pomponio
Cayo o Gayo Pomponio  fue un senador romano del siglo I, que desarrolló su carrera bajo Nerón y Vespasiano. Su único cargo conocido fue el de consul suffectus entre septiembre y diciembre del año 75 junto a Lucio Manlio Patruino.